# Amorphotheca
Amorphotheca är ett släkte av svampar. Amorphotheca ingår i familjen Amorphothecaceae, klassen Eurotiomycetes, divisionen sporsäcksvampar och riket svampar.
| Amorphotheca | \| \| Amorphotheca resinae \| \| \| \| |
|              | \| \| Amorphotheca resinae \| \| \| \| |
|              | Amorphotheca resinae                   |
|              |                                        |

|  | Amorphotheca resinae |
|  |                      |